# Detlef Karg
Detlef Karg (* 18. Juni 1945 in Ketzin, Landkreis Westhavelland) ist ein deutscher Gartenarchitekt und Gartendenkmalpfleger sowie ehemaliger Landeskonservator von Brandenburg.

## Leben und Wirken
Karg absolvierte 1963–1964 eine Gärtnerlehre in der Ketziner Baumschule, vormals Späth’sche Baumschule. Anschließend studierte er von 1965 bis 1970 er an der Humboldt-Universität zu Berlin Garten- und Landschaftskultur. Danach war er wissenschaftlicher Mitarbeiter der Staatlichen Schlösser und Gärten Potsdam-Sanssouci. 1975 ging er als Oberkonservator nach Ost-Berlin an das Institut für Denkmalpflege, wo er ab 1986 als Hauptkonservator und Leiter der Abteilung Historische Garten- und Parkanlagen tätig war. An der Technischen Universität Dresden erfolgte 1977 seine Promotion zum Dr.-Ing. 1987 wurde ihm von der Universität Hannover die Professur für Geschichte der Gartenkunst und Gartendenkmalpflege angetragen, die angesichts der damaligen politischen Situation nicht zustande kam.
Nach der deutschen Einheit wurde Karg 1991 Landeskonservator und ab 1999 Direktor des neu gegründeten Brandenburgischen Landesamtes für Denkmalpflege und Archäologischen Landesmuseums. Sein denkmalpflegerisches Wirken war dem Gedanken verpflichtet, historisches Kulturgut zu sichern, zu restaurieren und der Nachwelt zu bewahren. Zu seinen Erfolgen gehörten die Wiederherstellung der Schlösser und Gärten in und um Potsdam, insbesondere der Terrassenanlagen vor dem Schloss Sanssouci, von Schloss und Park Branitz, des Pückler-Parkes in Bad Muskau, der Barockgärten in Berlin, Friedrichsfelde (Nordparterre) und in Großsedlitz, von Kloster Neuzelle und des Parkes von Schloss Rheinsberg nach gartenarchäologischen Untersuchungen und archivalischen Quellen, der Parks in Neuhardenberg, Petzow, Wolfshagen (Uckermark), die Rettung und Erhaltung vieler Denkmäler im Rahmen des Bundesprogramms zur Erhaltung national bedeutender Denkmale, darunter Kloster Chorin, Kloster Zinna, Kloster Heiligengrabe, Brandenburger Dom und die ehemslige Hutfabrik Steinberg in Luckenwalde. Er verfasste auch gutachterliche Stellungnahmen zur internationalen Gartendenkmalpflege u. a. zur Restaurierung des Schlossgartens Schönbrunn in Wien und zu barocken Gartenanlagen in Schweden.
Von 1996 bis 2011 war Karg stellvertretender Vorsitzender der Vereinigung der Landesdenkmalpfleger in der Bundesrepublik Deutschland. Er war bis 2012 Mitglied im Vorstand der Brandenburgischen Historischen Kommission und bis 2022 Mitglied des Deutschen Nationalkomitees von ICOMOS. Zudem mit Jörg Haspel, Markus Harzenetter und Frank Pieter Hesse bearbeitete er 2016 das Leitbild Denkmalpflege für die Vereinigung der Denkmalpfleger in der Bundesrepublik Deutschland. Seine Amtszeit als Landeskonservator von Brandenburg endete mit 67 Lebensjahren am 30. Juni 2012 und der Verabschiedung in den Ruhestand. Amtsnachfolger wurde sein langjähriger Abteilungsleiter Thomas Drachenberg.
Im Ruhestand ist Karg weiter als Lobbyist für Gartendenkmalpflege sowie für die Akademie der Künst Berlin tätig und war 2013 bis 2022 ehrenamtlich als Kurator in der Stiftung Wredowsche Zeichenschule zu Brandenburg an der Havel.
2025 wurde ihm der Verdienstorden des Landes Brandenburg verliehen.

## Ehrungen
- Fritz-Schumacher-Preis 1985 der Alfred Toepfer Stiftung F. V. S. zu Hamburg[1]
- Ehrenbürger der Stadt Rheinsberg 1986[10]
- Architekturpreis der Stadt Berlin (Ost) 1989[1]
- 2010: Pückler Preis[11][12]

Seine dienstliche Tätigkeit als Denkmalpfleger wurde durch zwei Honorarprofessuren gewürdigt: 1994 an der Fachhochschule Potsdam, 1999 an der Brandenburgischen Technischen Universität Cottbus. 1989–1993 war Karg Mitglied der Akademie der Künste Berlin (West) und ist es seitdem in der Akademie der Künste Berlin (Sektion Baukunst).
2010 erschien zu Ehren von Kargs 65. Geburtstag eine u. a. von seinem späteren Amtsnachfolger Thomas Drachenberg herausgegebene Festschrift.

## Schriften zur Denkmalpflege, vor allem Gartendenkmalpflege (Auswahl)
- Antoine-Joseph Dezallier d’Argenville. Anmerkungen zu seinem 300. Geburtstag. In: Architektur der DDR, Heft 8/1980.
- Die Entwicklungsgeschichte der Terrassenanlage und des Parterres vor dem Schloss Sanssouci, Stiftung Schlösser und Gärten Potsdam Sanssouci, 1994
- Vom Werden und Vergehen der Gärten – ein Beitrag zum Verhältnis von Gartendenkmalpflege und Baudenkmalpflege. In: Die Denkmalpflege, Jg. 45, 1996, Heft 1, S. 15–23. (Digitalisat auf deutscherkunstverlag.de, abgerufen am 8. Juni 2025)
- (mit Michaela Aufleger, Jürgen Kunow) Denkmalpflege im Land Brandenburg 1990–2000. Werner, Worm 2002, ISBN 3-88462-174-2.
- (mit Hans-Joachim Dreger, Bearbeiter): Peter Joseph Lenné. Parks und Gärten im Land Brandenburg. Werkverzeichnis. Werner, Worms 2005, ISBN 3-88462-217-X.

### Redaktion
- (mit Hans-Joachim Dreger) Peter Joseph Lenné. Gartenkunst im 19. Jahrhundert. Beiträge zur Lenné-Forschung. Hrsg. Brandenburgisches Landesamt für Denkmalpflege. Verlag für Bauwesen, Berlin/München 1992, ISBN 3-345-00265-5.

### Als Herausgeber
- Joseph Furttenbach: Architectura recreationis. Verlag für Bauwesen, Berlin 1988, ISBN 3-345-00180-2.
- (mit Joachim Fait) Hermann Ludwig Heinrich Fürst von Pückler-Muskau, Gartenkunst und Denkmalpflege. Böhlau, Wien / Köln 1994, ISBN 3-7400-0089-9.
- Ferdinand von Quast (1807–1877). Erster preußischer Konservator der Kunstdenkmäler. Lukas, Berlin 2007, ISBN 978-3-86732-023-8.